# Barthélemy de La Valette-Parizot
Pour les articles homonymes, voir Parizot.
Barthélemy de La Valette-Parizot est un homme politique français né le 9 octobre 1725 à Montpezat-de-Quercy (Tarn-et-Garonne) et décédé le 26 février 1790 à Versailles (Yvelines).

## Biographie
Ancien officier et chevalier de Saint-Louis, il est député de la noblesse aux états généraux de 1789 pour la sénéchaussée de Quercy, il siège à droite.

## Sources
- Ressource relative à la vie publique :   - Base Sycomore
- « Barthélemy de La Valette-Parizot », dans Adolphe Robert et Gaston Cougny, Dictionnaire des parlementaires français, Edgar Bourloton, 1889-1891 [détail de l’édition]